# Vườn quốc gia Wielkopolski
Vườn quốc gia Wielkopolski (tiếng Ba Lan: Wielkopolski Park Narodowy hay Vườn quốc gia Greater Ba Lan) là một Công viên Quốc gia trong khu vực Wielkopolska (Greater Ba Lan) ở phía tây trung tâm Ba Lan, khoảng 15 km phía nam thủ đô khu vực, Poznań. Cùng với khu vực bảo hộ xung quanh, nó bao gồm một phần của Poznań Lakeland (Pojezierze Poznańskie) và một phần của hẻm núi Warta của Poznań (Poznański Przełom Warty).
Công viên có trụ sở tại làng Jeziory.

## Lịch sử
Được tạo ra vào năm 1957 trên diện tích 52.44 km², Công viên hiện bao gồm 75.84 km², trong đó hơn một nửa (46,17   km²) là rừng. Nước (chủ yếu là hồ nhỏ) bao gồm 4.62 km² và các loại đất khác 25.05 km². Công viên có 18 khu vực được bảo vệ nghiêm ngặt.
Ý tưởng tạo ra một khu bảo tồn ở đây lần đầu tiên được đề xuất bởi Giáo sư A. Wodziczko vào năm 1922. Sau 10 năm nỗ lực, năm 1932, hai khu bảo tồn đã được tạo ra: khu đầu tiên tại Puszchotowo (khu vực ban đầu 2.39   km²) và khu thứ hai quanh hồ Kociołek (1.89   km²). Năm 1933 trên đỉnh đồi Osowa Góra, một lễ khai trương mang tính biểu tượng của Công viên Quốc gia Wielkopolska đã diễn ra, tuy nhiên Công viên không được chính thức thành lập cho đến năm 1957.

## Phong cảnh
Cảnh quan của Công viên chịu ảnh hưởng mạnh mẽ của một dòng sông băng, bao phủ khu vực này 70-10 nghìn năm trước. Nó chủ yếu bằng phẳng - ngọn đồi cao nhất của nó - Osowa Góra, chỉ đạt 132m trên mực nước biển. Công viên được phân chia bởi một số hồ đường hầm thung lũng, được tạo ra bởi sông băng. Trong số đó có một hồ được coi là đẹp nhất - Hồ Góreckie, với hai hòn đảo.
Trong những khu đất thú vị khác, người ta phải chú ý rất nhiều đến những ngọn đồi tròn cũng như những ngọn đồi dài và hẹp giống như những gò đất. Ngoài ra, có những tảng đá khổng lồ, trong đó lớn nhất - Głaz Leśników, được coi là tượng đài của thiên nhiên và nó được bảo vệ.

## Thực vật
Yếu tố chính của hệ thực vật của công viên là các loài thuộc loại Euro-Syberian, giống như thông (chiếm 70% rừng của công viên) cũng như các loại thực vật rừng khác. Đất ở đây có chất lượng kém, chỉ xung quanh vùng nước là tốt hơn vì nó làm cho đời sống thực vật ở đó không đồng nhất hơn. Điều độc đáo trong đặc điểm của hồ Skrzynka là một phần của nó được bao phủ bởi một lớp than bùn dày.

## Động vật
Hệ động vật của công viên được đặc trưng bởi sự phong phú của các loại, đặc trưng nhất là côn trùng với hơn 3 nghìn loài. Rừng đầy củ cải, cũng rất phong phú là thế giới của loài nhện. Trong hồ, có một vài loài cá - cá hồi, cá chó và lươn. Trong công viên phát triển mạnh tất cả các loại lưỡng cư có thể gặp trên đồng bằng Ba Lan và 5 loài bò sát, bao gồm thằn lằn và rắn cỏ. Ngoài ra, có khoảng 190 loài chim, với chim gõ kiến đen và voọc. Động vật có vú được đại diện bởi 40 loài, với nhiều loại dơi.

## Nơi ở của con người

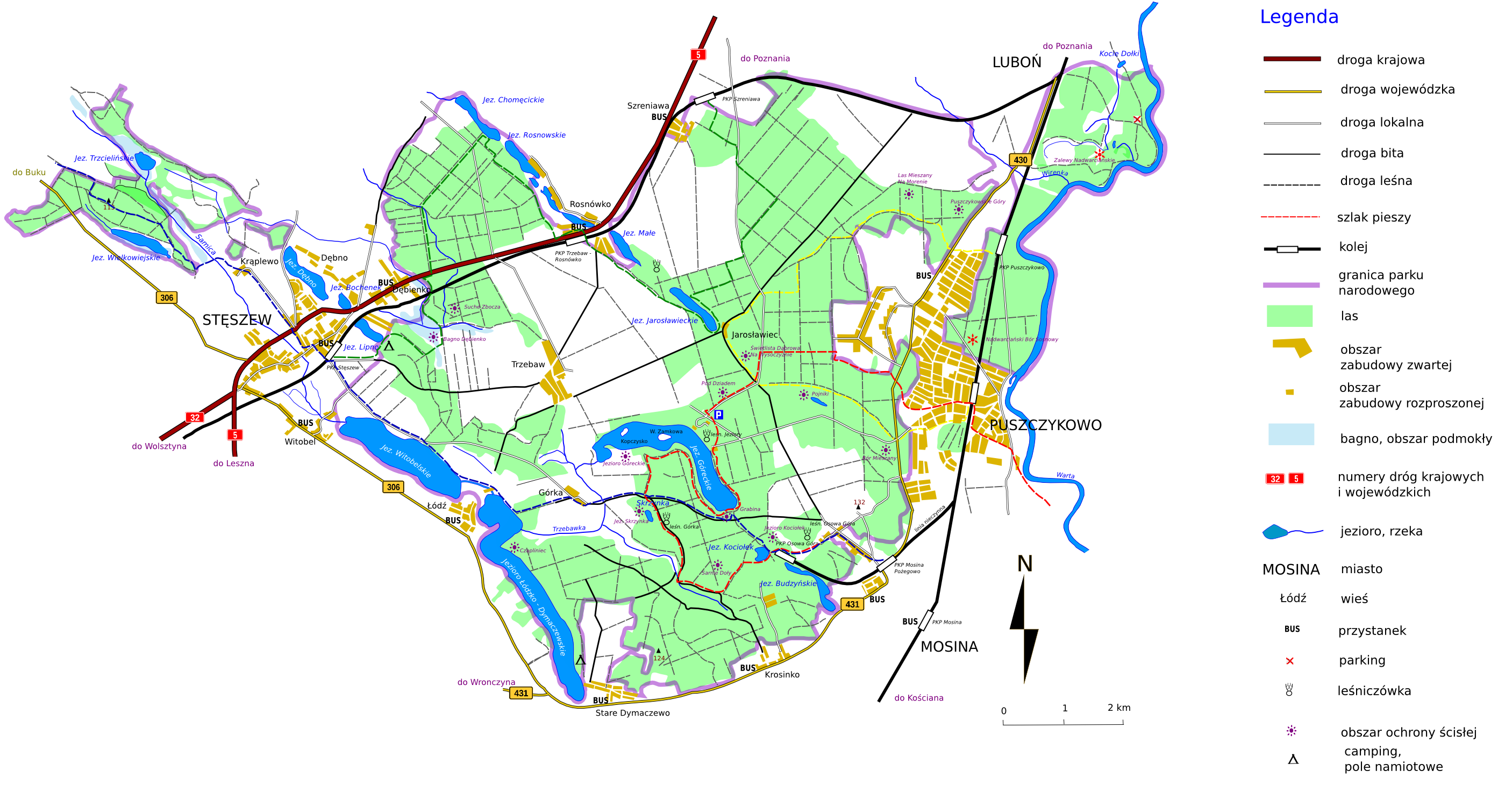
Bản đồ vườn quốc gia

Trong số các di tích quý giá nhất có: một nhà thờ bằng gỗ ở Łódź (thế kỷ 17), các nhà thờ ở Komorniki, Puszchotowo, Stęszew và Wiry. Tại Szreniawa và tại Trzebaw có những ngôi nhà trang viên thế kỷ 19. Di tích thú vị là tàn tích của một lâu đài được xây dựng vào năm 1827 bởi Tytus Działyński trên đảo Zamkowa trên hồ Góreckie.
Công viên được hơn một triệu khách du lịch ghé thăm mỗi năm. Nó được cắt ngang bởi bảy con đường du lịch và sự phong phú của hệ động vật và thực vật của nó được thể hiện trong Trung tâm giáo dục và bảo tàng công viên quốc gia Wielkopolska (Ośrodek Muzealno-Dydaktyczny Wielkopolskiego Parku Narodowego) ở Jeziory.